# ییرژی سکوئنس
ییرژی سکوئنس (چکی: Jiří Sequens؛ ۲۳ آوریل ۱۹۲۲ – ۲۱ ژانویهٔ ۲۰۰۸) کارگردان فیلم و فیلم‌نامه‌نویس اهل جمهوری چک بود که بابت آثارش برنده جوایز متعددی در جشنواره‌های مختلف شد.
از فیلم‌ها یا مجموعه‌های تلویزیونی که وی در آن‌ها نقش داشته‌است می‌توان به ترور و مردمان گناهکار پراگ اشاره نمود.